# Scott Ogden
Scott Ogden (* 16. října 2003) je britský motocyklový závodník.
V roce 2019 vyhrál britské mistrovství Moto3.

## Kariéra

### Mistrovství světa silničních motocyklů - Moto3

#### VisionTrack Racing Team (2022 - 2023)
Ogden nastoupil do mistrovství světa silničních motocyklů v roce 2022 na motocyklu Honda za britský tým VisionTrack Racing Team, kde mu týmového kolegu dělal Joshua Whatley. Hned svůj první závod v Kataru po pádu nedokončil. V průběhu sezóny získal 21 bodů a šampionát dokončil na 23. místě.
Pro rok 2023 zůstala sestava týmu VisionTrack neměnná. Oproti předchozímu ročníku zaznamenal Ogden méně odstoupení a dokázal získat 24 bodů. Sezónu dokončil opět na 23. pozici v celkovém pořadí.

#### MLav Racing (2024-)
Pro rok 2024 změníl VisionTrack Racing Team svůj název na MLav Racing. Jezdecká sestava zůstavá stejná jako předchozí dva ročníky. 

## Statistiky

### Mistrovství světa silničních motocyklů

#### Závody podle sezóny
| Sezóna | Třída | Motocykl | 1       | 2      | 3       | 4      | 5       | 6      | 7       | 8       | 9      | 10      | 11      | 12     | 13      | 14     | 15      | 16      | 17     | 18      | 19      | 20      | 21   | Poz. | Body |
| ------ | ----- | -------- | ------- | ------ | ------- | ------ | ------- | ------ | ------- | ------- | ------ | ------- | ------- | ------ | ------- | ------ | ------- | ------- | ------ | ------- | ------- | ------- | ---- | ---- | ---- |
| 2022   | Moto3 | Honda    | QAT Ret | INA 13 | ARG Ret | AME 12 | POR 13  | SPA 12 | FRA Ret | ITA Ret | CAT 14 | GER Ret | NED Ret | GBR 12 | AUT 21  | RSM 25 | ARA 22  | JPN 20  | THA 15 | AUS Ret | MAL Ret | VAL Ret |      | 23.  | 21   |
| 2023   | Moto3 | Honda    | POR Ret | ARG 5  | AME 14  | SPA 12 | FRA Ret | ITA 13 | GER 20  | NED 22  | GBR 17 | AUT 22  | CAT 15  | RSM 23 | IND Ret | JPN 18 | INA Ret | AUS DNQ | THA 20 | MAL 13  | QAT 19  | VAL DNS |      | 23.  | 24   |
| 2024   | Moto3 | Honda    | QAT 13  | POR 14 | AME DSQ | SPA 19 | FRA Ret | CAT 16 | ITA 17  | NED 17  | GER 10 | GBR     | AUT     | CAT    | RSM     | KAZ    | INA     | JPN     | AUS    | THA     | MAL     | VAL     | 21.* | 11*  |      |

- Aktuální sezóna